# Atractus manizalesensis
Atractus manizalesensis — вид змій родини полозових (Colubridae). Ендемік Колумбії.

## Поширення і екологія
Atractus manizalesensis мешкають в горах Колумбійських Анд на території департаменту Кальдас. Вони живуть у вологих гірських тропічних лісах, траплються в садах і поблизу людських поселень.